# William Clayton (presbitero)
William Clayton (Penwortham, 17 luglio 1814 – Salt Lake City, 4 dicembre 1879) è stato un presbitero statunitense.
Clayton, nato in Inghilterra, è riconosciuto come giornalista, scrittore, inventore, poeta e musicista pioniere statunitense.
Clayton nacque a Penwortham, Lancashire, Inghilterra, figlio di Thomas Clayton e Ann Critchley. Fu il primo di quattordici fratelli. Sposò Ruth Moon il 9 ottobre 1836.

## Primi anni nella chiesa
Nel 1836 Clayton studiò la Chiesa di Cristo, ora nota come Chiesa di Gesù Cristo dei santi degli ultimi giorni o Chiesa "Mormone". Parlando con gli apostoli della chiesa, Heber C. Kimball e Orson Hyde, William e la moglie decisero di entrare a far parte della religione e lui fu ordinato prete nel 1837 e sommo sacerdote nel 1838. Anche i genitori di Clayton e le sorelle entrarono nella chiesa. Clayton mise da parte il suo lavoro come impiegato in fabbrica per dedicare tutto il suo tempo al servizio missionario in Inghilterra, e fondò un ramo della chiesa mormone a Manchester. Nel 1838 lavorò come secondo consigliere del presidente della Missione in Britannia Joseph Fielding, con Willard Richards come primo consigliere.
Nel settembre 1840, Clayton, insieme ad un gruppo di fedeli britannici, emigrò negli Stati Uniti. Lui e la sua famiglia costruirono una fattoria nell'Iowa, quindi si spostarono nella comunità mormone di Nauvoo (Illinois). Qui Clayton lavorò come chierico e scriba di Joseph Smith. In una lettera del 1840, ora tenuta negli archivi della Chiesa di Gesù Cristo dei santi degli ultimi giorni, Clayton scrisse ai membri delle chiese a Manchester, Inghilterra riguardo alle dichiarazioni di Smith:
(William Clayton)
Clayton fu responsabile della conservazione di molti documenti a Nauvoo, tra cui anche quelli privati e sacri. Altre posizioni nella chiesa comprendono:
- impiegato e archivista del Nauvoo City Council,
- tesoriere eletto di Nauvoo,
- segretario pro-tempore della Loggia Massonica di Nauvoo,
- funzionario della Nauvoo Music Association,
- membro influente del Concilio dei Cinquanta, e
- membro del circolo di preghiera privato di Joseph Smith dove furono introdotte per la prima volta le cerimonie del Tempio.

### Poligamia
Nel 1843 Smith dettò a Clayton una rivelazione sulla poligamia. Anche se la pratica era inizialmente segreta, Clayton evidentemente trascorse del tempo per calmare le voci e le insinuazioni che provenivano dalle altre chiese circostanti. Clayton accettò il matromonio plurimo come principio religioso e si sposò con nove donne ed ebbe 42 figli. Tre delle sue mogli lo lasciarono.

### Il giornale e resoconti personali
Le sue impressioni sull'attività giornaliera, registrate in una serie di diari personali, sono molto importanti. Essi descrivono le attività sociali dell'America di metà Ottocento e l'evoluzione della cultura della religione mormone. Per esempio, mentre curava gli ammalati, Clayton cosparse i feriti con olio profumato e rum. Provò anche a battezzare i malati per guarirli. I servizi alla chiesa furono denominati "andare a meeting", e sembrano essere stati tenuti in modo irregolare, con una partecipazione elettiva. Egli testimoniò di persone che "parlavano in altre lingue" in incontri pubblici.
Dopo la morte di Smith, Clayton aiutò a scrivere la bibliografia ufficiale di Joseph Smith, usando i suoi diari personali come fonte principale di molte voci. Generalmente i suoi registri personali furono incorporati nelle fonti storiche mormoni ufficiali senza riconoscere la loro fonte. Le sue note sono state una delle quattro fonti utilizzate per ricostruire un famoso sermone di Smith conosciuto come Discorso King Follett. Le sezioni pubblicate sulle riviste di Clayton forniscono anche una descrizione dettagliata del Tempio di Nauvoo e un racconto degli sforzi dei mormoni di completare le dotazioni al tempio per tutti i membri interessati prima di essere costretto a lasciare Illinois.

## Migrazione a ovest
All'inizio del febbraio del 1846, Clayton lasciò Nauvoo con il primo gruppo di mormoni in esodo verso ovest. Passò l'inverno 1846-47 a Winter Quarters. L'anno seguente, Clayton era membro del periodo iniziale della società all'avanguardia che attraversò le pianure per trovare un sito per la colonizzazione occidentale. Agì come scriba di Brigham Young, Presidente del Quorum dei Dodici, durante il viaggio. Il gruppo viaggiò lungo la Platte River, oggi territorio del Wyoming e attraversò il Continental Divide, alla fine raggiunsero Great Salt Lake Valley nel moderno Utah.
I resoconti pionieristici di Clayton, poi pubblicati, sono il racconto più noto della spedizione. Egli osservò che la terra nella Valle di Salt Lake sarebbe stato facile da pulire perché aveva legname limitato, ed espresse delle preoccupazione per l'apparente scarsità di precipitazioni. In seguito preparò e pubblicò La guida per gli emigranti mormoni, la descrizione minuziosa del percorso da Winter Quarters a Salt Lake City, con suggerimenti per i posti in cui sostare. Usando il suo contachilometri (vedi sotto), la guida aveva distanze precise da percorrere in una giornata. È stata una guida preziosa per i migranti mormoni, ma fu utilizzata anche da pionieri diretti nei territori dell'Oregon e della California.

### "Come, Come, Ye Saints" e altri inni
Nell'aprile 1846, mentre campegiava vicino a Locust Creek nei territori dell'Iowa, Clayton scrisse le parole di un popolare inno mormone, ora noto con il titolo di "Come, Come, Ye Saints" che è cantato con la musica della popolare canzone Inglese "All is Well." L'inno è la risposta alle buone notizie dei mormoni che vivono ancora a Nauvoo. Una delle sue mogli Diantha, diede alla luce un bambino sano William Adriel Benoni Clayton. Nel suo resoconto, egli comincia dicendo "...composi una nuova versione di "All is well". Mi sento di ringraziare il mio celeste padre per il mio bambino e pregare che risparmierà e preserverà la sua vita e quella di sua madre e così in modo dapoterli riabbraciare presto di nuovo."
Per i moderni mormoni, questo inno sta a simboleggiare la difficoltà e la fede coinvolte nella migrazione mormone a ovest. È uno degli inni preferiti dei mormoni ed è posto come inno numero 30 nel libro degli inni. L'inno appare anche nella raccolta di inni protestante, con i nuovi testi per il carico orientato creato dal paroliere Avis B. Christianson.
Alcune delle altre poesie di Clayton sono state messe in musica, tra cui "La prima volta la luce gloriosa della Verità", utilizzato anche come un inno dalla Chiesa mormone.

### Il contachilometri
Clayton è considerato l'inventore di una versione del moderno contachilometri, costruito durante il viaggio attraverso le pianure del Missouri verso lo Utah, con l'aiuto dell'apostolo e matematico Orson Pratt. Fu creato per registrare il numero di chilometri percorsi dal gruppo ogni giorno. Dopo tre settimane, Clayton si stancò di contare personalmente i giri di una ruota del carro, e di calcolare la distanza del giorno moltiplicando tale numero per la circonferenza della ruota. Dopo essersi consultato con Pratt, sviluppò un progetto composto da un insieme di ruote dentate di legno, attaccato al mozzo di una ruota del carro, con un meccanismo di "conteggio" o la registrazione dalla posizione delle rivoluzioni della ruota. L'apparecchio fu costruito dal falegname della compagnia Appleton Milo Harmon. Clayton scrisse sul diario:"Circa a mezzogiorno di oggi fratello Appleton Harmon ha completato la macchina chiamata 'metro della strada' con l'aggiunta di una ruota che gira una volta ogni dieci miglia, mostra ogni miglio e anche ogni quarto di miglio che percorriamo, e poi ha un involucro esterno in modo da proteggerlo dal tempo" il metro della strada viene utilizzato per la prima volta la mattina del 12 maggio 1847.

### Vita nello Utah
Una volta stabilizzatosi nello Utah, Clayton continuò ad aiutare a mantenere i registri della chiesa anche partecipando a varie attività economiche private e pubbliche. Divenne un revisore dei conti per il territorio dello Utah, così come registratore di marchi e brand, detenendo entrambe le posizioni fino alla sua morte. Lavorò anche come tesoriere della eret Telegraph Company e come segretario della Zion's Co-operative Mercantile Institution (ZCMI), una chiesa basata su attività economiche cooperative. Iniziative private includevano la raccolta di debiti, l'archiviazione delle rivendicazioni territoriali, in qualità di legale, prestito di denaro, merchandising, l'agricoltura, e la speculazione mineraria.
Clayton fu presente in attività culturali nella Salt Lake Valley, in particolare quelle associate alla musica. Morì a Salt Lake City il 4 dicembre 1879.